# Ferry de Clugny
Ferry de Clugny (Autun, 1430 – Roma, 7 ottobre 1483) è stato un cardinale e vescovo cattolico francese.

## Biografia
Nacque ad Autun, in Borgogna, nel 1430.
Papa Sisto IV lo elevò al rango di cardinale nel concistoro dell'8 ottobre 1480.
Morì il 7 ottobre 1483 all'età di 53 anni.

## Genealogia episcopale e successione apostolica
La genealogia episcopale è:
- Vescovo Pierre de Ranchicourt
- Cardinale Ferry de Clugny

La successione apostolica è:
- Vescovo Henri de Berghes (1480)